# Великі Дорки (Новгородська область)
Великі Дорки (рос. Большие Дорки) — присілок в Новгородському районі Новгородської області Російської Федерації.
Населення становить 23 особи. Входить до складу муніципального утворення Бронницьке сільське поселення.

## Історія
Від 2004 року входить до складу муніципального утворення Бронницьке сільське поселення.

## Населення
| 2010 |
| ---- |
| 23   |